# Nitriranje
Nitriranje ali tudi nitridiranje je termokemična obdelava jekla. Z njo obogatimo površino jekla z dušikom. Glavni namen nitriranja je povečati trdoto površine. S tem postanejo jekla bolj odporna proti obrabi, močno pa se jim poveča tudi nihajna (dinamična) trdnost. Najboljši učinek dosežemo s posebnimi jekli za nitriranje, ki vsebuje Mo, Al in V. Večini jekel se poveča tudi korozijska odpornost, izjema so nerjavna jekla. 
Na površini jekla lahko v odvisnosti od pogojev nitriranja nastane le difuzijska plast, ali pa spojinska in difuzijska plast. Kot že ime pove, je v spojinski plasti vsaj ena spojina železa z dušikom: γ'-nitrid in/ali ε-nitrid. Ta plast je zelo odporna proti abrazivni obrabi. Med nitriranjem atomi dušika prodirajo v notranjost z difuzijo. Ker je dušikov atom mnogo manjši od železovega atoma je to intersticijska difuzija. V difuzijski plasti dušik reagira z atomi Al, Mo in V, tako da nastanejo v kristalnih zrnih nitridi. Če je na površini jekla le difuzijska plast, je jeklo dobro odporno proti utrujenostni obrabi.
Nitriranje izvajamo na različne načine:
- Plinsko nitriranje. Nitriramo v toku amoniaka ali v mešanicah amoniaka z dušikom oziroma vodikom. Temperatura je med 500 in 580 °C, globina nitriranja pa znaša med 0,3...1,0 mm, ki ima trdoto 900...1100 HV. Z globino se trdota hitro zmanjšuje.
- Nitriranje v plazmi. Z ustrezno veliko napetostjo zagotovimo nastanek plazme. Plin je sestavljen iz dušika in vodika. Hitrost nitriranja je večja.
- Nitriranje v solnih kopelih - navadno vsebujejo cianide in cianate (npr. na osnovi KCN). Izvaja se 1...3 ure na temperaturi 500 ... 550 0C. Dobi se 0,125 mm debel sloj trdote 1100 HV.
- Nitriranje z ionsko implantacijo. Dušik ioniziramo in ga pospešimo proti površini obdelovanca. Prednost je v tem, da ne nitriramo cele površine, temveč samo tiste dele, ki so med uporabo izpostavljeni obrabi.

Zelo pogosto površino obogatimo z dušikom ter dodatnim elementom:
- nitrokarburiranje: dušik + ogljik
- sulfonitriranje: dušik + žveplo
- sulfonitrokarburiranje: dušik + žveplo + ogljik
- oksinitriranje: dušik + kisik

## Cianiranje
- To je cementiranje v posebni solni kopeli.
- V agronomiji je to razkuževanje sadik s cianovodikom.

## Galerija
- Fazni diagram Fe-N
- Potek trdote z oddaljevanjem od površine. Nht je globina utrjene plasti, kjer je trdota za 50 HV 1 večja od trdote sredice.
- Mikrostruktura nitridrane plasti. V spojinski plasti sta ε-nitrid (Fe2N) in γ' –nitrid (Fe4N), v difuzijski plasti so nitridi zlitinskih elementov.